# Une femme oisive
 (juillet 2020).
Pour plus de détails, voir Fiche technique et Distribution.
Une femme oisive (Wild Wife en anglais) est un cartoon américain Merrie Melodies de 1954 réalisé par Robert McKimson. 